# Fabriano
Fabriano é uma comuna italiana da região dos Marche, província de Ancona, com cerca de 30 028 habitantes. Estende-se por uma área de 269 km², tendo uma densidade populacional de 112 hab/km². Faz fronteira com Cerreto d'Esi, Costacciaro (PG), Esanatoglia (MC), Fiuminata (MC), Fossato di Vico (PG), Genga, Gualdo Tadino (PG), Matelica (MC), Nocera Umbra (PG), Poggio San Vicino (MC), Sassoferrato, Serra San Quirico, Sigillo (PG).

## Demografia
| Variação demográfica do município entre 1861 e 2011                               |
|                                                                                   |
| Fonte: Istituto Nazionale di Statistica (ISTAT) - Elaboração gráfica da Wikipedia |